# Dendronotus lacteus
Dendronotus lacteus är en snäckart som först beskrevs av Thompson 1840.  Dendronotus lacteus ingår i släktet Dendronotus, och familjen trädryggsniglar. Arten är reproducerande i Sverige.